# Efectividad

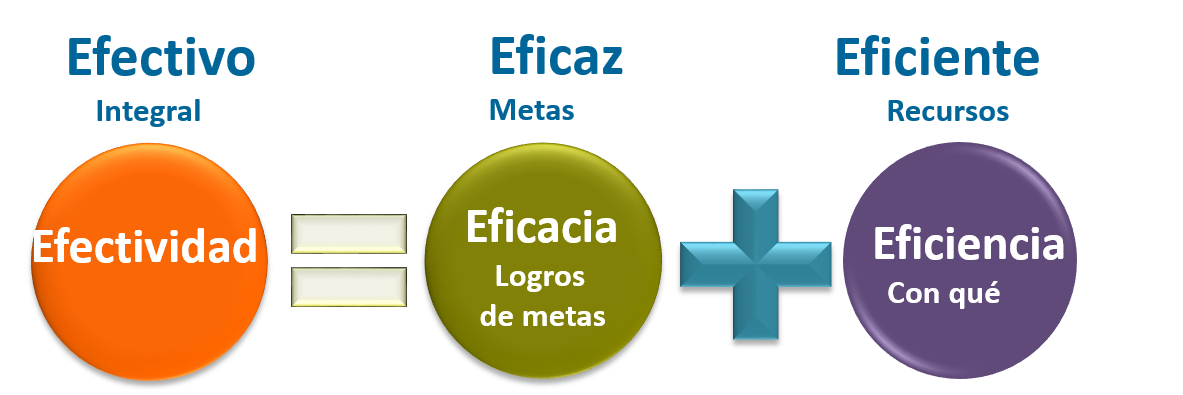
Efectividad es eficacia más eficiencia

La efectividad es la conjugación  de la eficacia y eficiencia, es decir, se es efectivo si se es eficaz y eficiente. La eficacia es logro de un resultado o efecto. La eficiencia es la capacidad de lograr tal efecto en cuestión, con el óptimo (o mínimo) de recursos disponibles, (posibles, o  viable. El primero es el qué y el segundo es el cómo o con cuanto lograr el primero. Efectividad es la unión de eficiencia y eficacia, es decir busca lograr un efecto deseado, en el menor tiempo posible y con la menor cantidad de recursos. 
Con base en ello, las empresas buscan efectividad, las organizaciones gubernamentales de la misma manera buscan la efectividad gubernamental, así mismo organizaciones para lograr un altruismo eficaz, y personas con sus hábitos de efectividad. Stephen Covey define Efectividad como el equilibrio entre la eficacia y la eficiencia, entre la producción y la capacidad de producción. E= P/CP. Para ello se basa en la fábula de Esopo, La gallina de los huevos de oro, comparando los huevos de oro con la producción y la gallina con la capacidad que tiene de producirlos.
El cálculo de la efectividad, de manera general, se realiza al calcular el porcentaje de la eficacia lograda con relación a la esperada, más el porcentaje de la eficiencia con relación a lo esperado tanto en tiempo como costo con relación a lo esperado, dividido entre dos. De manera específica, cada organización define la fórmula para el cálculo, pudiendo incluir una media ponderada para los factores involucrados. 
Un ejemplo de baja efectividad es matar una mosca de un cañonazo; es eficaz (conseguimos el objetivo) pero poco eficiente (se gastan recursos desmesurados para la meta buscada). Acabar con la vida de la mosca, con un matamoscas, tiene una mejor efectividad, porque aparte de ser eficaz es eficiente. Usar pocos muy recursos con relación a los presupuestados, para llegar a Hawái aunque haya llegado a Filipinas, pero no a Hawái, se considera muy baja efectividad, pues la meta no se logró, aunque haya sido muy eficiente en el uso de recursos.  

## La eficacia
En filosofía la eficacia es la causa eficiente para producir su efecto. No tenemos concepto del todo propio e inmediato de lo que es esta capacidad, de aquí que sean posibles las dudas, en algunos casos muy tenaces, de que exista y que haya por ende verdadera Causalidad. El problema se ofrece en particular tratándose de causas inadecuadas o incorrectas que parecen tener tan solo como de prestado un poder eficaz. Mas a poco que se considere, se ven acciones de hecho eficaces debidas a causas inadecuadas. Dos caballos arrastran un carro que ninguno de los dos por sí solo podría arrastrar. Cada uno es causa incompleta, pero de cada uno se dice con verdad que produce un efecto superior a su fuerza de tracción.
No es tan fácil de concebir el fenómeno de la actividad de una causa de suyo insuficiente para el efecto que se produce, si se completa con otra que baste para tal efecto. Así sucede con la causa segunda, que es insuficiente sin el concurso de la primera, siendo por otra parte esta última por sí sola suficientísima. No concebimos esto a priori, pero lo probamos partiendo de la experiencia interna que nos enseña que tenemos verdadero influjo sobre nuestras acciones.
La eficacia gubernamental es una clasificación desarrollada por el Banco Mundial sobre la capacidad del gobierno para ejercer la función pública, y la mide clasifica y publica el índice anualmente.